# Rablórömi

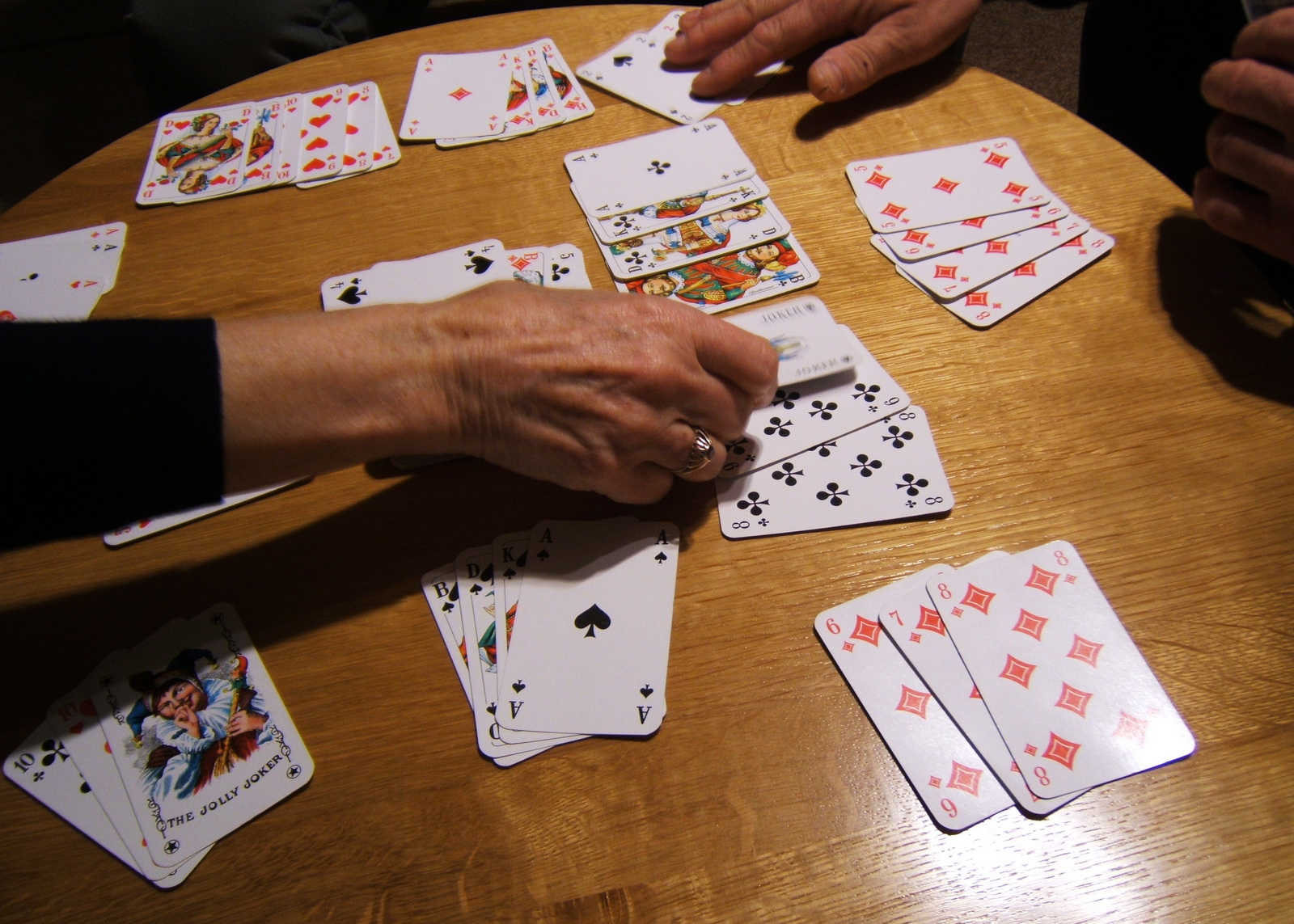
Játék közben

Ez a kártyajáték a leglendületesebb römi, gondolkodtató, kombinatív, könnyen megtanulható/megtanítható, ami kitűnően alkalmas nagyobb számú (nem összeszokott) társaság kellemes, tartalmas szórakoztatására. 
Két teljes csomag francia kártyával (a 3-3 dzsókerrel együtt 2×55=110 lap) játszhatja már 2, de akár 6-8 játékos is.

## Ötlapos változat

### Alapismeretek
A játék célja az, hogy a játékosok szabályos összefüggéseket alkotva, minden lapot le tudjanak rakni a kezükből az asztalra, ügyelve arra, hogy ne könnyítsék meg a többieknek ugyanezt.

#### A szabályos összefüggések
Kétféle szabályos összefüggés típus van,
- legalább három (nyilván maximum 4) különböző színű, de azonos rangú (értékű) lap (pl. treff 9, káró 9, kőr 9);
- legalább három azonos színű, és a rangsorrend szerint egymás utáni lap (pl. kőr 10, kőr B, kőr D).

A lapok rangsorrendje a szokásos, viszont az ász 1-esként és ász-ként is használható (de egy összefüggésben csak az egyik szerepében), azaz csökkenő sorrendben (minden színben): Á, K, D, B, 10, 9, 8, 7, 6, 5, 4, 3, 2, Á.
Továbbá minden lap helyettesíthető dzsókerrel, de az összefüggésben lévő dzsókerek száma nem haladhatja meg az adott összefüggésben lévő összes lap (dzsókereket is beleszámítva) számának egyharmadát (lefele egészre kerekítve, például 5 lapnál még 1 dzsóker, 6 lapnál már 2 dzsóker).

### Osztás
Az osztó jobb kéz felé egyesével 5-5 lapot oszt mindenkinek (először jobb oldali szomszédjának, utoljára saját magának). A megmaradt lapokat tartalmazó paklit az asztalra teszi (talon), ebből lehet majd húzni.

### Lejátszás
A lejátszás az osztó jobb oldali szomszédja kezdi és a játék iránya az óramutató járásával ellentétes (jobb kéz felé). A játékosok sorra egymás után húzhatnak, vagy kezdeményezhetnek lerakási tranzakciót. Ha egy játékos végzett, azt a passz kijelentéssel jelzi. Amíg egy adott játékoson van a sor, addig a többieknek várakoznia kell, csak a passz elhangzása után kezdheti tranzakcióját a következő játékos (ez alól kivétel lehet az az eset, amikor egy játékos nem tudott lerakni, és ezért már húzott a talonból).
A lejátszásban alapszabály, hogy minden játékos vagy lerak a kezéből valahány lapot az asztalra (megtartva a szabályos összefüggéseket), vagy húz egy lapot a talonból. Tehát mindkettőt egyszerre nem lehet, csak pontosan az egyiket! Ha valaki már húzott, akkor ez alkalommal már nem rakhat le, ilyenkor automatikusan a következő játékos kerül sorra.
Megjegyzés: Más römi változatokkal ellentétben, ebben a játékban nincs „dobás”.

#### A lerakás alapszabálya
- a játékos első lerakása alkalmával csak (legfeljebb) egy szabályos összefüggést tehet le, azaz nem „ragaszthat” egy vagy két lapot más játékos már letett lapjaihoz (mindaddig csak húznia lehet, amíg erre nem képes) – az első lerakásnak más követelménye viszont nincs (még joker is lehet az illető összefüggésben);
- ha az előző körökben a játékos tett le legalább egy szabályos összefüggést, akkor már „ragaszthat” is, azaz bármely az asztalon lévő összefüggéshez hozzá illesztheti egy vagy két lapját (ezúton természetesen egyazon alkalommal több lapot is letehet, több összefüggéshez „ragasztva”), illetve „ragasztani” és szabályos összefüggést letenni egyazon alkalommal egyszerre is lehet;
- az asztalon lévő összefüggések közös tulajdonban vannak, azaz minden olyan játékos (szabályosan) átrendezheti azokat, aki már az első lerakáson túl van, azaz legalább egy szabályos összefüggést lerakott;
- az asztalon, minden játékos tranzakciója után csak szabályos összefüggések lehetnek, erről az illető játékosnak gondoskodni kell;
- ha valaki egy átrendezése révén nem tudja a szabályosságot biztosítani, köteles az eredeti állapotot (amit az előző játékos hagyott) visszaállítani – azokat a lapokat, melyeket most próbált letenni, vissza kell vennie, és húznia kell a talonból;
- az asztalon lévő összefüggésékből lapot felvenni nem lehet, dzsókert sem;
- dzsóker minden szabályos tranzakció révén felszabadítható, tehát nem csak azon lap lerakása révén, amit helyettesített (például egy széles körű átrendezés révén is);
- ha valaki felszabadított egy jokert az asztalon lévő valamelyik összefüggésből, a jokert felhasználhatja (ugyanazon alkalommal) más lapjai lerakásához, ha ez nem lehetséges a dzsókert az asztalon kell hagyni valamelyik erre alkalmas összefüggéshez ragasztva (természetesen ez nagyon kedvező a következő játékosnak);

A lejátszásnak akkor van vége, ha valamelyik játékosnak sikerül leraknia az összes lapját (tehát nem marad egy sem a kezében).

### Elszámolás
Az a játékos, akinek sikerült minden lapját leraknia, kap 100 pontot (ezt a neve alá kell felírni plusz előjellel), a többiek pedig mínusz pontokat kapnak a kezükben maradt lapok függvényében.
A lapok értéke a következő:
- a számos lapok névértékük szerint (például a 8-asok 8-at érnek);
- a figurás lapok (bubi, dáma, király) 10-et érnek;
- az ászok 20-at érnek;
- a dzsókerek 50-et érnek.

Tehát a kézben maradt lapok értékeit össze kell adni, és ezt az összeget negatív előjellel kell, felírni az illető játékos neve alá.
Előre meghatározott játék után (például mindenki egyszer vagy kétszer oszt) a pontokat lehet összesíteni, és így alakul ki a végeredmény. Minél nagyobb (az előjeles számok viszonylatában) pontszáma van valakinek, annál előrébb végez a rangsorban.